# Vor Frelsers Sogn (Aalborg Kommune)
 For alternative betydninger, se Vor Frelsers Sogn. (Se også artikler, som begynder med Vor Frelsers Sogn)
Vor Frelsers Sogn er et sogn i Aalborg Budolfi Provsti (Aalborg Stift).
I 1902 blev Vor Frelsers Kirke opført, og Vor Frelsers Sogn blev udskilt fra Budolfi Sogn. Det hørte geografisk til Hornum Herred i Aalborg Amt og lå i Aalborg købstad, som ved kommunalreformen i 1970 blev kernen i Aalborg Kommune.
I Vor Frelsers Sogn ligger Vor Frelsers Kirke.
I 1962 blev Vesterkær Sogn, som også omfatter øen Egholm i Limfjorden, til dels udskilt fra Vor Frelsers Sogn.
I sognet findes følgende autoriserede stednavne:
- Aalborg Vestby (station)